# Jonathan Buatu Mananga
Jonathan Buatu Mananga (Liegi, 27 settembre 1993) è un calciatore belga naturalizzato angolano, difensore del Gil Vicente e della nazionale angolana.

## Carriera

### Nazionale
Dopo aver giocato in varie nazionali giovanili belghe, il 24 luglio 2014 viene convocato per la prima volta con la Angola, debuttando ufficialmente il 3 agosto, nell'amichevole vinta per 1-0 contro l'Etiopia. Venne convocato dal ct Srđan Vasiljević per la Coppa delle nazioni africane 2019, nella quale però non scende mai in campo.

## Statistiche

### Cronologia presenze e reti in nazionale
| Cronologia completa delle presenze e delle reti in nazionale ― Angola | Cronologia completa delle presenze e delle reti in nazionale ― Angola | Cronologia completa delle presenze e delle reti in nazionale ― Angola | Cronologia completa delle presenze e delle reti in nazionale ― Angola | Cronologia completa delle presenze e delle reti in nazionale ― Angola | Cronologia completa delle presenze e delle reti in nazionale ― Angola | Cronologia completa delle presenze e delle reti in nazionale ― Angola | Cronologia completa delle presenze e delle reti in nazionale ― Angola |
| Data                                                                  | Città                                                                 | In casa                                                               | Risultato                                                             | Ospiti                                                                | Competizione                                                          | Reti                                                                  | Note                                                                  |
| --------------------------------------------------------------------- | --------------------------------------------------------------------- | --------------------------------------------------------------------- | --------------------------------------------------------------------- | --------------------------------------------------------------------- | --------------------------------------------------------------------- | --------------------------------------------------------------------- | --------------------------------------------------------------------- |
| 3-8-2014                                                              | Luanda                                                                | Angola                                                                | 1 – 0                                                                 | Etiopia                                                               | Amichevole                                                            | -                                                                     |                                                                       |
| 10-9-2014                                                             | Luanda                                                                | Angola                                                                | 0 – 3                                                                 | Burkina Faso                                                          | Qual. Coppa d'Africa 2015                                             | -                                                                     | 58’                                                                   |
| 10-10-2014                                                            | Maseru                                                                | Lesotho                                                               | 0 – 0                                                                 | Angola                                                                | Qual. Coppa d'Africa 2015                                             | -                                                                     | 82’                                                                   |
| 15-10-2014                                                            | Luanda                                                                | Angola                                                                | 4 – 0                                                                 | Lesotho                                                               | Qual. Coppa d'Africa 2015                                             | -                                                                     |                                                                       |
| 15-11-2014                                                            | Luanda                                                                | Angola                                                                | 0 – 0                                                                 | Gabon                                                                 | Qual. Coppa d'Africa 2015                                             | -                                                                     |                                                                       |
| 19-11-2014                                                            | Ouagadougou                                                           | Burkina Faso                                                          | 1 – 1                                                                 | Angola                                                                | Qual. Coppa d'Africa 2015                                             | -                                                                     | 45’                                                                   |
| 13-6-2015                                                             | Cabinda                                                               | Angola                                                                | 4 – 0                                                                 | Rep. Centrafricana                                                    | Qual. Coppa d'Africa 2017                                             | -                                                                     | 83’                                                                   |
| 6-9-2015                                                              | Antananarivo                                                          | Madagascar                                                            | 0 – 0                                                                 | Angola                                                                | Qual. Coppa d'Africa 2017                                             | -                                                                     | 83’                                                                   |
| 13-11-2015                                                            | Benguela                                                              | Angola                                                                | 1 – 3                                                                 | Sudafrica                                                             | Qual. Mondiali 2018                                                   | -                                                                     | 66’                                                                   |
| 26-3-2016                                                             | Kinshasa                                                              | RD del Congo                                                          | 2 – 1                                                                 | Angola                                                                | Qual. Coppa d'Africa 2017                                             | -                                                                     |                                                                       |
| 29-3-2016                                                             | Luanda                                                                | Angola                                                                | 0 – 2                                                                 | RD del Congo                                                          | Qual. Coppa d'Africa 2017                                             | -                                                                     |                                                                       |
| 5-6-2016                                                              | Bangui                                                                | Rep. Centrafricana                                                    | 3 – 1                                                                 | Angola                                                                | Qual. Coppa d'Africa 2017                                             | -                                                                     |                                                                       |
| 25-3-2017                                                             | Maputo                                                                | Mozambico                                                             | 2 – 0                                                                 | Angola                                                                | Amichevole                                                            | -                                                                     | 33’                                                                   |
| 16-10-2018                                                            | Nouakchott                                                            | Mauritania                                                            | 1 – 0                                                                 | Angola                                                                | Qual. Coppa d'Africa 2019                                             | -                                                                     |                                                                       |
| 18-11-2018                                                            | Luanda                                                                | Angola                                                                | 2 – 1                                                                 | Burkina Faso                                                          | Qual. Coppa d'Africa 2019                                             | -                                                                     |                                                                       |
| 8-6-2019                                                              | Penafiel                                                              | Angola                                                                | 2 – 0                                                                 | Guinea-Bissau                                                         | Amichevole                                                            | -                                                                     | 68’                                                                   |
| 13-10-2020                                                            | Rio Maior                                                             | Mozambico                                                             | 0 – 3                                                                 | Angola                                                                | Amichevole                                                            | -                                                                     | 78’                                                                   |
| 14-11-2020                                                            | Kinshasa                                                              | RD del Congo                                                          | 0 – 0                                                                 | Angola                                                                | Qual. Coppa d'Africa 2021                                             | -                                                                     |                                                                       |
| 17-11-2020                                                            | Luanda                                                                | Angola                                                                | 0 – 1                                                                 | RD del Congo                                                          | Qual. Coppa d'Africa 2021                                             | -                                                                     |                                                                       |
| 25-3-2021                                                             | Bakau                                                                 | Gambia                                                                | 1 – 0                                                                 | Angola                                                                | Qual. Coppa d'Africa 2021                                             | -                                                                     |                                                                       |
| 29-3-2021                                                             | Luanda                                                                | Angola                                                                | 2 – 0                                                                 | Gabon                                                                 | Qual. Coppa d'Africa 2021                                             | -                                                                     |                                                                       |
| 1-9-2021                                                              | Il Cairo                                                              | Egitto                                                                | 1 – 0                                                                 | Angola                                                                | Qual. Mondiali 2022                                                   | -                                                                     |                                                                       |
| 7-9-2021                                                              | Benguela                                                              | Angola                                                                | 0 – 1                                                                 | Libia                                                                 | Qual. Mondiali 2022                                                   | -                                                                     |                                                                       |
| 8-10-2021                                                             | Benguela                                                              | Angola                                                                | 3 – 1                                                                 | Gabon                                                                 | Qual. Mondiali 2022                                                   | 1                                                                     |                                                                       |
| 11-10-2021                                                            | Libreville                                                            | Gabon                                                                 | 2 – 0                                                                 | Angola                                                                | Qual. Mondiali 2022                                                   | -                                                                     |                                                                       |
| 12-11-2021                                                            | Benguela                                                              | Angola                                                                | 2 – 2                                                                 | Egitto                                                                | Qual. Mondiali 2022                                                   | -                                                                     |                                                                       |
| 16-11-2021                                                            | Bengasi                                                               | Libia                                                                 | 1 – 1                                                                 | Angola                                                                | Qual. Mondiali 2022                                                   | -                                                                     |                                                                       |
| 26-3-2022                                                             | Benguela                                                              | Angola                                                                | 3 – 2                                                                 | Guinea-Bissau                                                         | Amichevole                                                            | -                                                                     |                                                                       |
| 1-6-2022                                                              | Luanda                                                                | Angola                                                                | 2 – 1                                                                 | Rep. Centrafricana                                                    | Qual. Coppa d'Africa 2023                                             | -                                                                     |                                                                       |
| 5-6-2022                                                              | Antananarivo                                                          | Madagascar                                                            | 1 – 1                                                                 | Angola                                                                | Qual. Coppa d'Africa 2023                                             | -                                                                     |                                                                       |
| 17-11-2022                                                            | Soweto                                                                | Angola                                                                | 1 – 0                                                                 | Botswana                                                              | Amichevole                                                            | -                                                                     |                                                                       |
| 20-11-2022                                                            | Durban                                                                | Sudafrica                                                             | 1 – 1                                                                 | Angola                                                                | Amichevole                                                            | -                                                                     |                                                                       |
| 23-3-2023                                                             | Kumasi                                                                | Ghana                                                                 | 1 – 0                                                                 | Angola                                                                | Qual. Coppa d'Africa 2023                                             | -                                                                     |                                                                       |
| 27-3-2023                                                             | Luanda                                                                | Angola                                                                | 1 – 1                                                                 | Ghana                                                                 | Qual. Coppa d'Africa 2023                                             | -                                                                     |                                                                       |
| 17-6-2023                                                             | Douala                                                                | Rep. Centrafricana                                                    | 1 – 2                                                                 | Angola                                                                | Qual. Coppa d'Africa 2023                                             | -                                                                     |                                                                       |
| 7-9-2023                                                              | Lubango                                                               | Angola                                                                | 0 – 0                                                                 | Madagascar                                                            | Qual. Coppa d'Africa 2023                                             | -                                                                     | 41’                                                                   |
| 12-9-2023                                                             | Teheran                                                               | Iran                                                                  | 4 – 0                                                                 | Angola                                                                | Amichevole                                                            | -                                                                     |                                                                       |
| 13-10-2023                                                            | Faro                                                                  | Angola                                                                | 1 – 1                                                                 | Mozambico                                                             | Amichevole                                                            | -                                                                     |                                                                       |
| 17-10-2023                                                            | Setúbal                                                               | Angola                                                                | 0 – 0                                                                 | RD del Congo                                                          | Amichevole                                                            | -                                                                     |                                                                       |
| 16-11-2023                                                            | Praia                                                                 | Capo Verde                                                            | 0 – 0                                                                 | Angola                                                                | Qual. Mondiali 2026                                                   | -                                                                     | 83’                                                                   |
| 21-11-2023                                                            | Distretto di Moka                                                     | Mauritius                                                             | 0 – 0                                                                 | Angola                                                                | Qual. Mondiali 2026                                                   | -                                                                     |                                                                       |
| 6-1-2024                                                              | Dubai                                                                 | RD del Congo                                                          | 0 – 0                                                                 | Angola                                                                | Amichevole                                                            | -                                                                     | 46’                                                                   |
| 10-1-2024                                                             | Dubai                                                                 | Bahamas                                                               | 0 – 3                                                                 | Angola                                                                | Amichevole                                                            | -                                                                     |                                                                       |
| 15-1-2024                                                             | Bouaké                                                                | Algeria                                                               | 1 – 1                                                                 | Angola                                                                | Coppa d'Africa 2023 - 1º turno                                        | -                                                                     |                                                                       |
| 20-1-2024                                                             | Bouaké                                                                | Mauritania                                                            | 2 – 3                                                                 | Angola                                                                | Coppa d'Africa 2023 - 1º turno                                        | -                                                                     |                                                                       |
| 27-1-2024                                                             | Bouaké                                                                | Angola                                                                | 3 – 0                                                                 | Namibia                                                               | Coppa d'Africa 2023 - Ottavi di finale                                | -                                                                     |                                                                       |
| 2-2-2024                                                              | Abidjan                                                               | Nigeria                                                               | 1 – 0                                                                 | Angola                                                                | Coppa d'Africa 2023 - Quarti di finale                                | -                                                                     |                                                                       |
| 22-3-2024                                                             | Agadir                                                                | Marocco                                                               | 1 – 0                                                                 | Angola                                                                | Amichevole                                                            | -                                                                     | 85’                                                                   |
| 25-3-2024                                                             | Marrakech                                                             | Comore                                                                | 0 – 0                                                                 | Angola                                                                | Amichevole                                                            | -                                                                     |                                                                       |
| 18-11-2024                                                            | Bengasi                                                               | Sudan                                                                 | 0 – 0                                                                 | Angola                                                                | Qual. Coppa d'Africa 2025                                             | -                                                                     | Cap.                                                                  |
| Totale                                                                |                                                                       | Presenze                                                              | 50                                                                    |                                                                       | Reti                                                                  | 1                                                                     |                                                                       |